# 腰站镇
腰站镇，是中华人民共和国山東省德州市平原县下辖的一个乡镇级行政单位。

## 行政区划
腰站镇下辖以下地区：
腰站社区、耿楼社区村、勤政社区村、福园社区村、新月社区村、五联社区村、韩营社区村、马颊河社区村、相马河社区村、大张社区村和徐屯社区村。